# چهارپایان

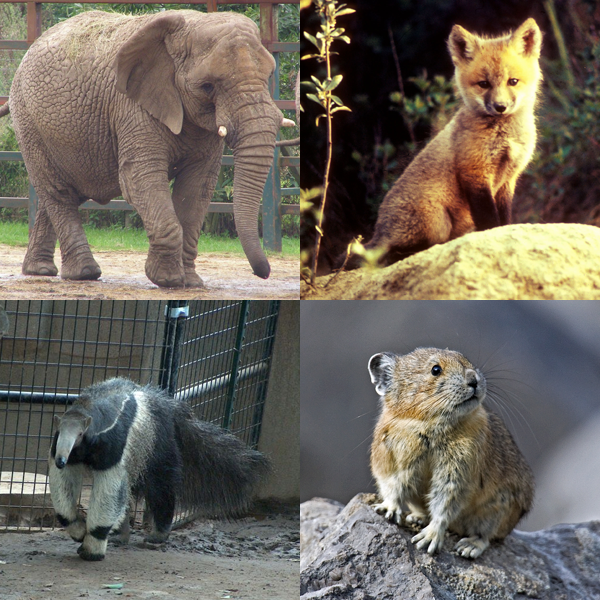
از بالا چپ به راست، فیل آفریقایی، روباه سرخ، مورچه‌خوار غول و خرگوش بی‌دم

به جانور یا ماشینی که با کمک چهار پا بر روی خشکی جابجا می‌شوند، چهارپا گفته می‌شود. در فارسی ادبی به جمع چهارپایان، سُتوران نیز می‌گویند که جمع ستور به معنی اسب و قاطر و چهارپایان مانند آن است.
بیشتر چهارپایان مهره‌داراند. نمونه‌های چهارپایان عبارتند از: در گروه پستانداران: گاو، سگ و گربه، در گروه خزندگان مانند مارمولک.
پرندگان، انسان‌ها، حشرات، سخت‌پوستان و مارها چهارپا به‌شمار نمی‌روند. البته در این میان استثناهایی هم وجود دارد. برای نمونه در میان حشرات، آخوندک یک چهارپا به‌شمار می‌رود. بعضی از پرندگان هم در شرایط ویژه برای جابجایی مانند یک چهارپا رفتار می‌کنند. لک‌لک نیل از این دسته است. این جانور در هنگام یورش ناگهانی به سمت طعمه، برای راست نگه داشتن خود از بال‌هایش، هم استفاده می‌کند.

## چهارپا در برار چهار عضو

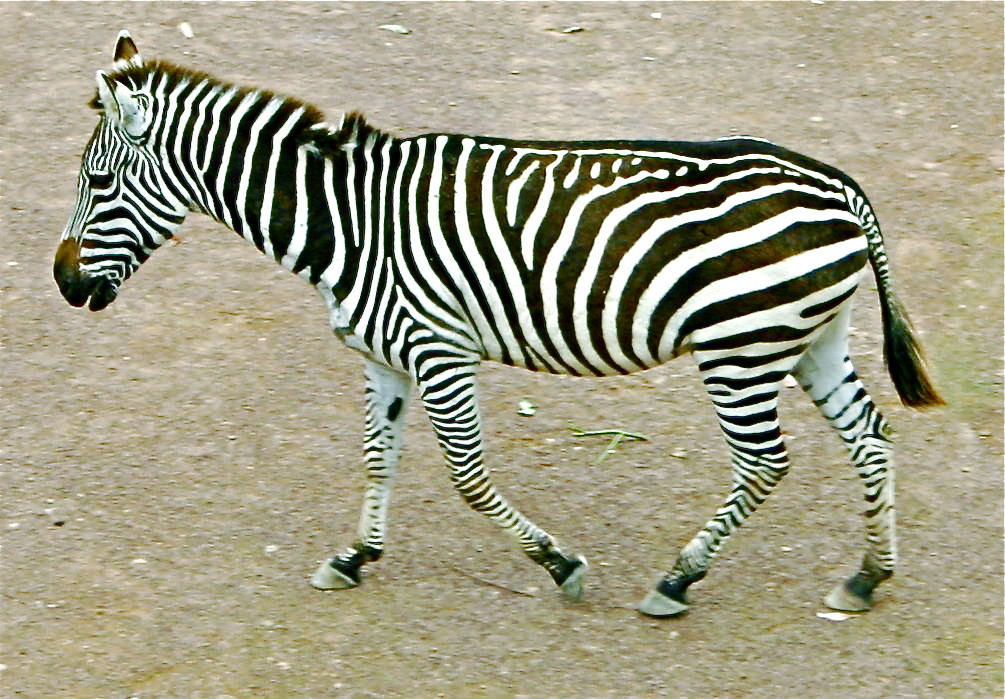
گورخر، یک نمونه از چهارپایان

تمامی موجوداتی که چهار عضو دارند، چهارپا به حساب نمی‌آیند، با این وجود در مفهوم تکاملی بازوها و بال‌ها به عنوان عضو اصلاح شده بدن در مهره‌داران چهار عضوی هستند که در حقیقت در طبقه‌بندی علمی، شامل زیرمجموعه چهار عضوی می‌شود. این موضوع شامل همه مهره‌داران با اجداد چهارپایی، از جمله پستانداران، خزندگان، دوزیستان و پرندگان می‌شود.
یک تفاوت مهم زیست‌شناسی تکاملی بین چهارپایان و چهارعضوی و به ویژه در دوپایان، وجود بال یا اندامی است که قابلیت سازگاری پیدا کرده است. تمامی این جانوران چهار عضو هستند اما چهار پا به حساب نمی‌آیند. با این‌حال در مارها که عضو به صورت وستیجیال درآمده یا اثر دست و پای خود را از دست داده‌اند یک چهار عضوی به حساب می‌آیند.

## چهارپایی در انسان
دانشمندان در ژوئیه ۲۰۰۵، در یک منطقهٔ روستایی در ترکیه خاندانی از مردم کرد را پیدا کردند که یادگرفته بودند بر روی دست و پای خود راه بروند. آنها برخلاف شامپانزه‌ها که بر روی مشت خود را می‌روند، بر روی کف دستان خود راه می‌رفتند.

## واحد شمارش چهارپایان
در ادبیات فارسی، واحد شمارش چهارپایان رأس گفته می‌شود.